# ErhvervsBladet
ErhvervsBladet var et dansk dagblad, der skrev om erhvervslivet, og som fandtes i perioden 1964 - 2011. Siden 2003 var ErhvervsBladet en del af Berlingske Media. Berlingske stoppede udgivelsen af ErhvervsBladet i september 2011.
ErhvervsBladets målgruppe var ledere og medarbejdere i mindre og mellemstore danske virksomheder. Avisen solgtes i løssalg og i abonnement. Avisen blev endvidere fremsendt i gratis abonnement til danske virksomheder.
ErhversBladets journalistiske emneområder var udelukkende områder af interesse for det danske erhvervsliv. Avisen behandlede såvel den løbende aktuelle erhvervsudvikling i Danmark og i verden, som mere langtrækkende emner og problemstillinger, der blev behandlet i særlige temaområder. Et sådan udvalgt temaområde blev derefter journalistisk behandlet i en enkelt udgivelse, hvor det udvalgte emne blev behandlet udførligt i en række artikler, der hver især informerede om relevante aspekter i tema-området.
ErhvervsBladets journalistiske behandling af erhvervsområdet var af høj kvalitet, hvilket gjorde avisen konkurrencedygtig i forhold til sine konkurrenter, der var erhvervsbladet Børsen og senere de erhvervstillæg som de store morgenaviser udviklede til deres daglige avisudgivelser (Jyllandposten, Berlingske og til dels Politiken).
Erhvervsbladets indtægter kom især fra annoncer. Disse annoncer var målrettet direkte mod erhvervslivet og var derfor for læserne af høj nytteværdi.
Avisen blev grundlagt i 1964 af Bertel Bernhard. I starten udkom avisen månedligt. Senere udkom avisen ugentligt, og fra 1974 blev avisen et dagblad. I 2010 blev avisen igen en ugeavis og derefter udkom avisen i perioden op til nedlæggelsen en gang om ugen.
Erhvervs-Bladets Forlag udgav bøger, f.eks. Sådan skabtes Danmarks store virksomheder (november 1988) i anledning af Erhvervs-Bladets 25-års jubilæum. Statsminister Poul Schlüter skrev her et forord. Bogen var tilegnet Hendes Majestæt Dronning Margrethe 2..
Bertel Bernhard drev virksomheden frem til 1998, hvor han overdrog ejerskabet til sine børn, og hans søn, Ole Bernhard, blev udnævnt som direktør.
ErhvervsBladet blev i oktober 2003 solgt til Berlingske Media. I september 2011 meddelte Berlingske Media at ErhvervsBladet som et led i en større omlægning af koncernens erhvervsdækning lukkede. I stedet blev stoffet til de mindre og mellemstore virksomheder samlet i et ugentligt tillæg til avisen Berlingske, med navnet Innovation, nu Berlingske Business, der udkommer hver tirsdag.